# یک قهوه در برلین
اوه پسر (انگلیسی: oh boy) فیلمی در ژانر کمدی-درام است که در سال ۲۰۱۲ منتشر شد. این فیلم یک فیلم سیاه و سفید و اولین فیلم کارگردانش است. در سال ۲۰۱۴ این فیلم در آمریکا با عنوان یک قهوه در برلین منتشر شد.